# Campionatul Mondial al Cluburilor FIFA 2009
Campionatul Mondial al Cluburilor FIFA 2009 a fost cea de-a șasea ediție a Campionatului Mondial al Cluburilor FIFA. Competiția sa desfășurat în Emiratele Arabe Unite. Pentru a organiza competiția și-au mai depus candidatura și Australia, Japonia și Portugalia, ultima și-a retras ulterior candidatura.
Finala competiției din 19 decembrie 2009 a fost câștigată de FC Barcelona cu scorul de 2 - 1, în prelungiri, învingându-i pe sudamericani de la Estudiantes de La Plata. Mauro Boselli a înscris în minutul 37 pentru Estudiantes, dar Pedro a egalat în minutul 89, iar Lionel Messi a adus victoria Barcelonei în prelungiri. FC Barcelona a devenit primul club spaniol ce a câștigat Campionatul Mondial al Cluburilor.

## Echipe participante
| Echipă                        | Confederație        | Calificare                                      |
| Intră în semifinale           | Intră în semifinale | Intră în semifinale                             |
| ----------------------------- | ------------------- | ----------------------------------------------- |
| Barcelona                     | UEFA                | Câștigătoarea Liga Campionilor 2008-2009        |
| Estudiantes                   | CONMEBOL            | Câștigătoarea Copa Libertadores 2009            |
| Intră în sferturile de finală |                     |                                                 |
| Atlante                       | CONCACAF            | Câștigătoarea CONCACAF Champions League 2008-09 |
| Pohang Steelers               | AFC                 | Câștigătoarea AFC Champions League 2009         |
| TP Mazembe                    | CAF                 | Câștigătoarea CAF Champions League 2009         |
| Intră în runda play-off       |                     |                                                 |
| Al-Ahli                       | Gazda               | Câștigătoarea UAE Premier League 2008–09        |
| Auckland City                 | OFC                 | Câștigătoarea OFC Champions League 2008-09      |

## Arbitrii
| Africa - Coffi Codjia Asistenți: - Alexis Fassinou - Desire Gahungu Asia - Matthew Breeze - Ravshan Irmatov Asistenți: - Rafael Ilyasov - Jason Power - Abdukhamidullo Rasulov - Ben Wilson Europa - Roberto Rosetti Asistenți: - Stefano Ayroldi - Cristiano Copelli | America Centrală de Nord și Caraibiană - Benito Archundia Asistenți: - Marvin Torrentera - Hector Vergara Oceania - Peter O'Leary Asistenți: - Brent Best - Matthew Taro America de Sud - Carlos Simon Asistenți: - Roberto Braatz - Altemir Hausmann |

## Stadioane
Abu Dhabi va  fi singurul oraș gazdă al turneului final din acest an.
| Stadionul Mohammed Bin Zayed                            | Zayed Sports City                                       |
| 24°27′09.95″N 54°23′31.27″E / 24.4527639°N 54.3920194°E | 24°24′57.92″N 54°27′12.93″E / 24.4160889°N 54.4535917°E |
| Capacity: 42.056                                        | Capacity: 49.500                                        |
|                                                         |                                                         |
| Abu Dhabi (MBZ) Abu Dhabi (ZSC)                         |                                                         |

## Meciuri
Tragerea la sorți a avut loc în Abu Dhabi, la data de 12 noiembrie 2009 pentru a decide sferurile si semifinalele.
|  | Play-off                 | Play-off                 |                          |            | Sferturi                 | Sferturi                 |             |             | Semifinale | Semifinale |  |  | Finala                   | Finala                   |
|  | 9 decembrie – Abu Dhabi  |                          |                          |            |                          |                          |             |             |            |            |  |  |                          |                          |
|  | Al-Ahli                  | 0                        |                          |            | 12 decembrie – Abu Dhabi | 12 decembrie – Abu Dhabi |             |             |            |            |  |  |                          |                          |
|  | Al-Ahli                  | 0                        |                          |            | 12 decembrie – Abu Dhabi | 12 decembrie – Abu Dhabi |             |             |            |            |  |  |                          |                          |
|  | Auckland City            | 2                        |                          |            | Auckland City            | 0                        |             |             |            |            |  |  |                          |                          |
|  | Auckland City            | 2                        | 16 decembrie – Abu Dhabi |            | Auckland City            | 0                        |             |             |            |            |  |  |                          |                          |
|  |                          |                          |                          |            | Atlante                  | 3                        |             |             |            |            |  |  |                          |                          |
|  | Atlante                  | 1                        |                          |            | Atlante                  | 3                        |             |             |            |            |  |  |                          |                          |
|  | Atlante                  | 1                        |                          |            |                          |                          |             |             |            |            |  |  |                          |                          |
|  |                          |                          | Barcelona                | 3          |                          |                          |             |             |            |            |  |  |                          |                          |
|  |                          |                          | Barcelona                | 3          |                          |                          |             |             |            |            |  |  |                          |                          |
|  |                          |                          | 19 decembrie – Abu Dhabi |            |                          |                          |             |             |            |            |  |  |                          |                          |
|  |                          |                          |                          |            |                          |                          |             |             |            |            |  |  |                          |                          |
|  | Estudiantes              | 1                        |                          |            |                          |                          |             |             |            |            |  |  |                          |                          |
|  | Estudiantes              | 1                        | 11 decembrie – Abu Dhabi |            |                          |                          |             |             |            |            |  |  |                          |                          |
|  |                          | Barcelona(d.p.)          | 2                        |            |                          |                          |             |             |            |            |  |  |                          |                          |
|  |                          |                          | 2                        | TP Mazembe | 1                        |                          |             |             |            |            |  |  |                          |                          |
|  | 15 decembrie – Abu Dhabi |                          |                          | TP Mazembe | 1                        |                          |             |             |            |            |  |  |                          |                          |
|  |                          | Pohang Steelers          | 2                        |            |                          |                          |             |             |            |            |  |  |                          |                          |
|  | Pohang Steelers          | Pohang Steelers          | 2                        | 1          |                          |                          |             |             |            |            |  |  |                          |                          |
|  | Pohang Steelers          | Meciul pentru locul 5    | Meciul pentru locul 5    | 1          |                          |                          | Finala mică | Finala mică |            |            |  |  |                          |                          |
|  |                          | Meciul pentru locul 5    | Meciul pentru locul 5    |            | Estudiantes              | 2                        | Finala mică | Finala mică |            |            |  |  |                          |                          |
|  | TP Mazembe               | 2                        | Pohang Steelers          | 1(4)       | Estudiantes              | 2                        |             |             |            |            |  |  |                          |                          |
|  | TP Mazembe               | 2                        | Pohang Steelers          | 1(4)       |                          |                          |             |             |            |            |  |  |                          |                          |
|  | Auckland City            | 3                        | Atlante                  | 1(3)       |                          |                          |             |             |            |            |  |  |                          |                          |
|  | Auckland City            | 3                        | Atlante                  | 1(3)       |                          |                          |             |             |            |            |  |  |                          |                          |
|  | 16 decembrie – Abu Dhabi | 16 decembrie – Abu Dhabi |                          |            |                          |                          |             |             |            |            |  |  | 19 decembrie – Abu Dhabi | 19 decembrie – Abu Dhabi |

Orele meciurilor sunt UTC+4 

### Play-off pentru sferturi
| Al-Ahli | 0 – 2   | Auckland City             |
| ------- | ------- | ------------------------- |
|         | Cronica | Dickinson 45' Coombes 67' |

### Sferturile
| TP Mazembe | Meciul 2 | Pohang Steelers |
| ---------- | -------- | --------------- |
|            | Cronica  |                 |

| Auckland City | Meciul 3 | Atlante |
| ------------- | -------- | ------- |
|               |          |         |

### Semifinalele
| Pohang Steelers | 1 – 2   | Estudiantes        |
| --------------- | ------- | ------------------ |
| Denilson 71'    | Cronica | Benítez 45+2', 53' |

| Atlante  | 1 – 3   | Barcelona                      |
| -------- | ------- | ------------------------------ |
| Rojas 5' | Cronica | Sergio 35' Messi 55' Pedro 67' |

### Meciul pentru locul 5
| TP Mazembe               | 2 – 3   | Auckland City                    |
| ------------------------ | ------- | -------------------------------- |
| Kasongo 60' Kasusula 67' | Cronica | Hayne 29', 72' Van Steeden 90+4' |

### Finala mică
| Pohang Steelers                                                         | 1 – 1 (d.p.) (d.p.) | Atlante                                          |
| ----------------------------------------------------------------------- | ------------------- | ------------------------------------------------ |
| Denilson 42'                                                            | Cronica             | Márquez 46'                                      |
| No Byung-Jun · Denilson · Shin Hyung-Min · Park Hee-Chul · Kim Hyung-Il | 4 – 3               | Solari · Márquez · Peralta · Lucas Silva · Vilar |

### Finala
| Estudiantes | 1 – 2 (d.p.) | Barcelona            |
| ----------- | ------------ | -------------------- |
| Boselli 37' | Cronica      | Pedro 89' Messi 110' |

## Golgheterii
4 goluri
- Denilson (Pohang Steelers)

2 goluri
- Leandro Benítez (Estudiantes)
- Jason Hayne (Auckland City)
- Lionel Messi (Barcelona)
- Pedro Rodríguez (Barcelona)

1 gol
- Daniel Arreola (Atlante)
- Mbenza Bedi (TP Mazembe)
- Christian Bermúdez (Atlante)
- Mauro Boselli (Estudiantes)
- Chad Coombes (Auckland City)
- Adam Dickinson (Auckland City)
- Ngandu Kasongo (TP Mazembe)
- Kilitcho Kasusula (TP Mazembe)
- Rafael Márquez Lugo (Atlante)
- Guillermo Rojas (Atlante)
- Sergio Busquets (Barcelona)
- Lucas Silva (Atlante)
- Riki Van Steeden (Auckland City)

## Premiile în bani
- Câștigătoare: 5 millioane $
- Locul doi: 4 millioane $
- Locul trei: 2.5 millioane $
- Locul patru: 2 millioane $
- Locul cinci: 1.5 millioane $
- Locul șase: 1 millioane $
- Locul șapte: 0.5 millioane $
- Total: 16.5 millioane $

| Poz | Clubul          | Țara                      | Confederația |
| --- | --------------- | ------------------------- | ------------ |
| 1   | Barcelona       | Spania                    | UEFA         |
| 2   | Estudiantes     | Argentina                 | CONMEBOL     |
| 3   | Pohang Steelers | Coreea de Sud             | AFC          |
| 4   | Atlante         | Mexic                     | CONCACAF     |
| 5   | Auckland City   | Noua Zeelandă             | OFC          |
| 6   | TP Mazembe      | Republica Democrată Congo | CAF          |
| 7   | Al-Ahli         | Emiratele Arabe Unite     | Gazda        |

| Mingea de aur            | Mingea de argint                   | Mingea de bronz  |
| ------------------------ | ---------------------------------- | ---------------- |
| Lionel Messi (Barcelona) | Juan Sebastián Verón (Estudiantes) | Xavi (Barcelona) |

| Fair play | Atlante |